# Musée Blanche Hoschedé-Monet

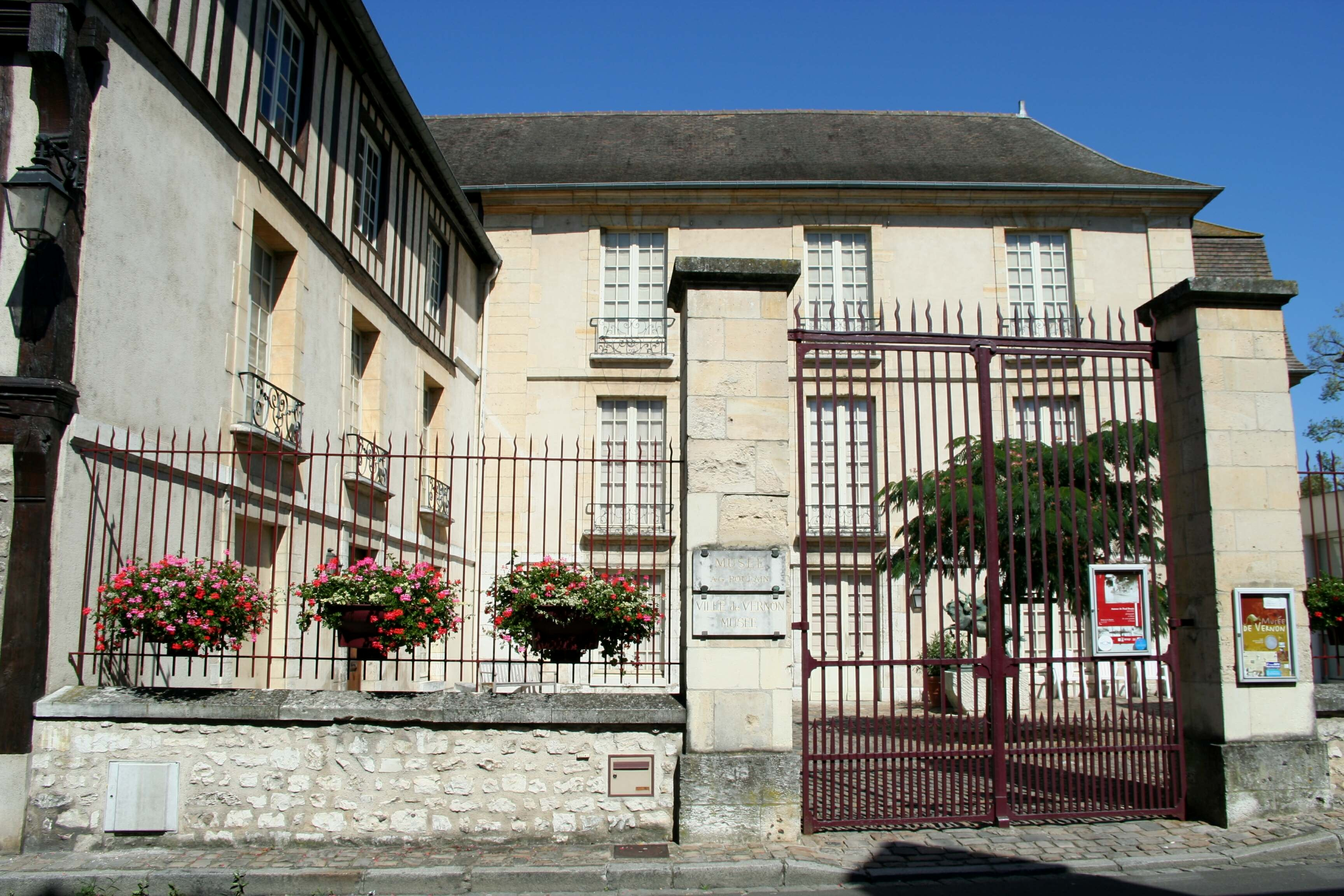
Eingang des Museums

Das Musée Blanche Hoschedé-Monet, bis 2024 Musée Alphonse-Georges Poulain, Musée A.–G. Poulin oder Musée de Vernon, ist das städtische Museum von Vernon (Eure). Das nach der Malerin Blanche Hoschedé-Monet benannte Museum befindet sich seit 1983 in zwei historischen Gebäuden der Innenstadt. Zur Sammlung gehören Objekte der Regionalgeschichte und eine umfangreiche Kunstsammlung. Das zum Museumskomplex gehörende Fachwerkhaus Maison Benac ist seit dem Jahr 1926 als Monument historique eingestuft.

## Geschichte

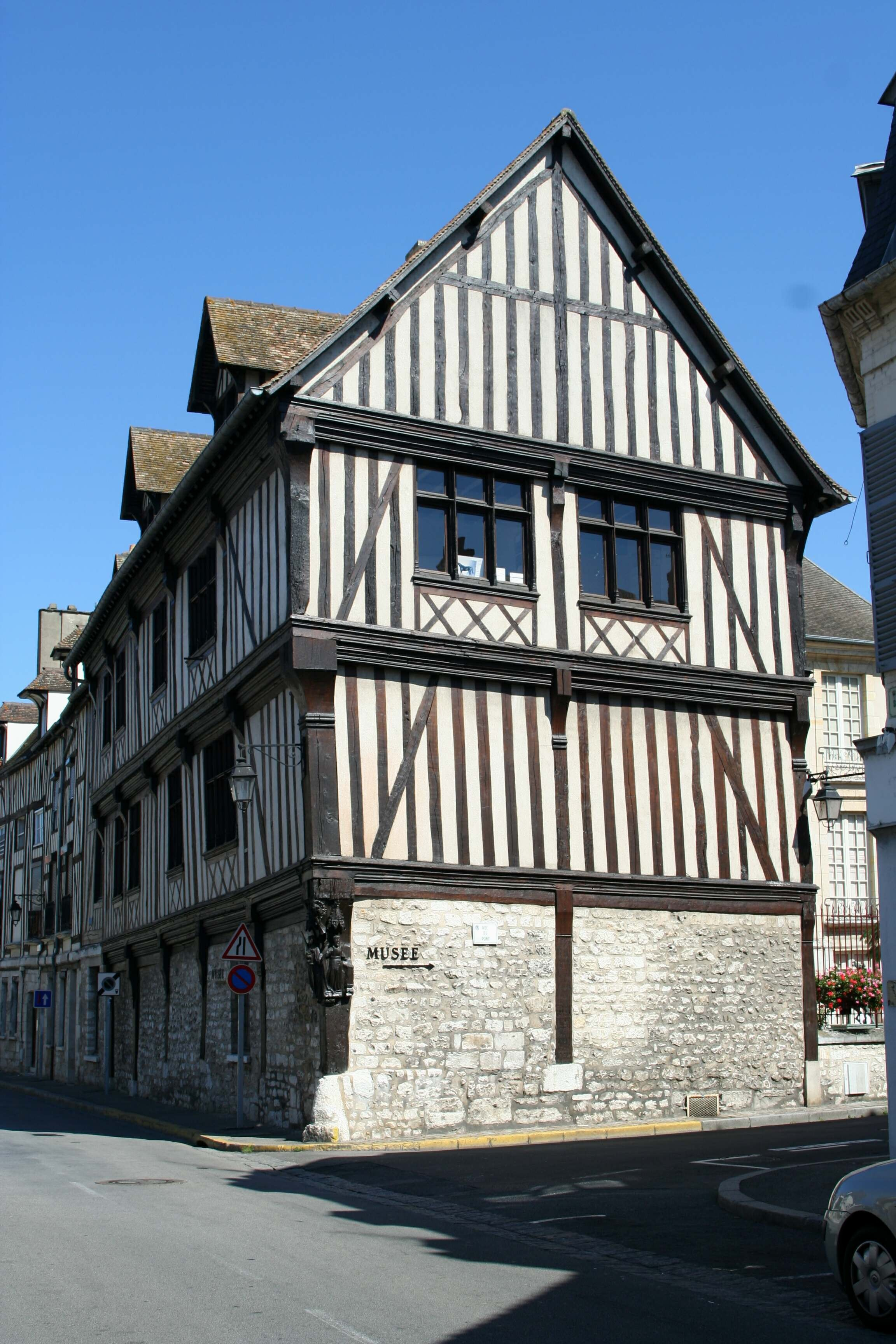
Ansicht des Fachwerkbaus aus dem 16. Jahrhundert (Maison Benac)

Der Ursprung der städtischen Sammlungen in Vernon liegt im Jahr 1862, als die Familie Brécourt der Gemeinde 2000 ausgestopfte Vögel überlassen hatte. Hinzu kam eine große Zahl an Schmetterlingspräparaten. Als Ausstellungsort diente das Rathaus der Stadt. Später waren diese naturhistorischen Objekte viele Jahrzehnte auf dem Dachboden des Rathauses eingelagert und sind heute größtenteils durch Schädlingsbefall zerstört. 1920 wurde der Regionalhistoriker und Archäologe Alphonse-Georges Poulain Kurator der städtischen Sammlungen und blieb bis zu seinem Tod 1966 in dieser Funktion. Poulain hat in der Umgebung von Vernon zahlreiche Ausgrabungen durchgeführt und dabei Objekte aus gallorömischer Zeit und aus dem Frühmittelalter geborgen. Seine Sammlung übertrug er 1927 an die Stadt Vernon, wo sie im Rathaus mit Objekten zur Lokalgeschichte gezeigt wurden. Hinzu kamen nach und nach Kunstwerke, die die Stadt als Geschenk erhielt. 1964 bekam die Stadt von der Sammlerin Yvan Lamberty eine größere Sammlung mit Werken Théophile Alexandre Steinlen geschenkt. Dies führte bei der Stadt zu dem Beschluss, ein eigenes Museum zu begründen.

## Museumsgebäude

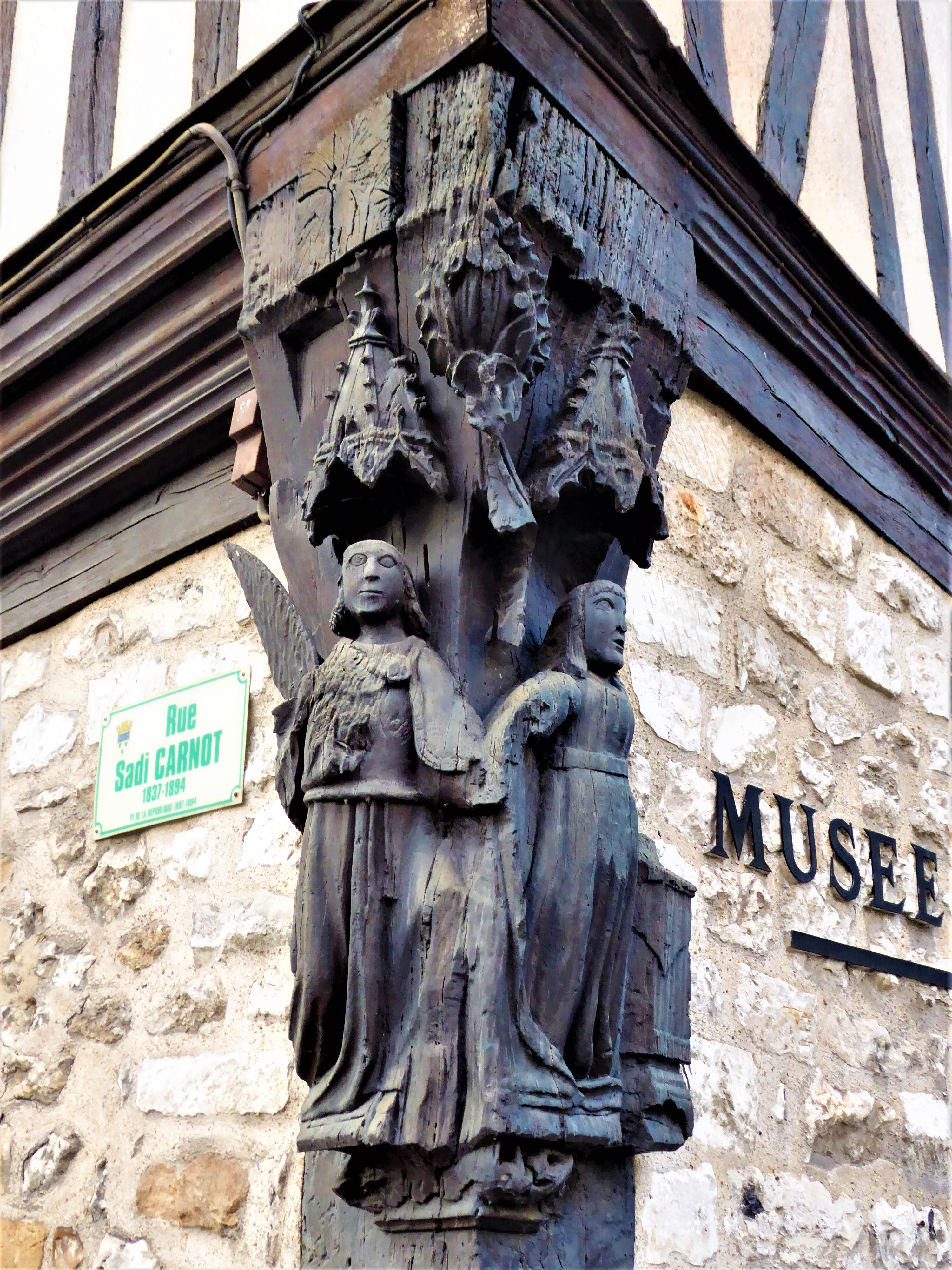
Die spätgotischen Schnitzereien am Fachwerkbau

Der älteste Gebäudeteil des Museums ist ein Fachwerkhaus Maison Benac, das bereits 1577 erwähnt wurde. Es weist als Fassadenschmuck an der Ecke Rue du Pont und Rue Carnot eine geschnitzte Skulptur mit der Jungfrau Maria und dem Erzengel Gabriel auf. Das Gebäude wurde als Le Moine de Belle-Isle bezeichnet und im 17. Jahrhundert um ein Hôtel particulier erweitert. Zu den Bewohnern gehörte der Politiker Jean-Baptiste Lemoine de Belle-Isle, der Teilnehmer der Generalstände von 1789 war. Nach der Französischen Revolution wurde das Gebäude in ein Hotel umgewandelt. Es firmierte zunächst als Hôtel du Cheval Blanc und dann als Hôtel de la Marine. 1860 zog die Gendarmerie in das Gebäude ein und belegte das Haus bis 1964. Nachdem die Stadt das Haus erworben hatte, wurden die unterschiedlichen Gebäudeteile umfassend saniert und schließlich 1983 als Museum eröffnet. Zur Erinnerung an den ersten Kurator wurde das Museum nach Alphonse-Georges Poulain benannt. Seit 2024 ist es nach der Malerin Blanche Hoschedé-Monet benannt.

## Sammlungen
Das Museum gliedert sich in die Bereiche Vorgeschichte, Archäologie, Regionalgeschichte und bildende Künste. In der ständigen Ausstellung gibt es einen Raum zur Stadtgeschichte, einen Raum für die Präsentation von Arbeiten der grafischen Sammlung und eine Reihe weiterer Räume zur Ausstellung der Kunstsammlung. Darüber hinaus werden in Wechselausstellungen Teile der Sammlung und externe Leihgaben gezeigt.
Im Bereich der Vorgeschichte besitzt das Museum Faustkeile und Steinbeile aus der Jungsteinzeit. Zu den archäologischen Fundstücken gehören neben antiken Münzen beispielsweise Öllampen aus römischer Zeit. Die regionalgeschichtliche Abteilung verfügt über zahlreiche historische Dokumente und Fotografien, aber auch über altes Porzellan, Degen aus dem 19. Jahrhundert oder ein Gewehr aus dem Zweiten Weltkrieg.
Schwerpunkt der grafischen Sammlung sind vor allem Zeichnungen von Théophile Alexandre Steinlen. In der Gemäldesammlung zeigt das Museum überwiegend Kunst des 19. und 20. Jahrhunderts. Es besitzt unter anderem Gemälde der Tiermaler Louis de Monard, Paul Jouve, Roger Reboussin und Tierskulpturen von Rembrandt Bugatti und François Pompon. Hinzu kommen Landschaftsansichten des 19. Jahrhunderts wie La route dans la montagne von Rosa Bonheur, Paysage au charbonnier, l’hiver von Jules Bastien-Lepage und weitere Motive von Malern wie Charles-François Daubigny, Jean-Charles Cazin, Paul Jouanny und Eugène Antoine Durenne. Zudem gibt es die Stadtansicht Londres, la Tamise, Grosvenor Road von Charles Lacoste und von Norbert Goeneutte die Straßenszene Fleuriste sur le boulevard Rochechouart; Marché de la Madeleine, sowie das Genremotiv Le cellier und ein Portrait de Jean Buhot. Ebenfalls aus dem 19. Jahrhundert stammt das Porträt L’artiste Joseph Decorchemont dans son atelier von Charles Denet.
Zu den Höhepunkten der Sammlung gehören Bilder des Impressionismus, darunter zwei Werke von Claude Monet, der mehrere Jahrzehnte in nahegelegenen Giverny gelebt hatte. Nachdem er 1925 eine Tondo mit Seerosen dem Museum geschenkt hatte, überließ sein Sohn Michel Monet 1965 der Stadt von seinem Vater die Meeresansicht Falaise à Pourville, soleil couchant. Von Monets Schwiegertochter Blanche Hoschedé-Monet, die selbst als Malerin aktiv war, stammen ihre Gemälde Plage de la Côte normande und L’étang de Giverny. Ihr Schwager war der Maler Theodore Earl Butler, von dem sich die Landschaftsbilder Paysage au bord de l'eau und Coucher de soleil à Veules les Roses im Museum befinden. Butler war Teil einer amerikanischen Malerkolonie in Giverny, von deren Mitgliedern sich weitere Werke in der Sammlung befinden. So besitzt das Museum das Gartenbild Jardin de Giverny von Will Hicok Low und ein Un coin de parc par temps de neige und ein Wintergarten in Giverny von Mary Fairchild Low.

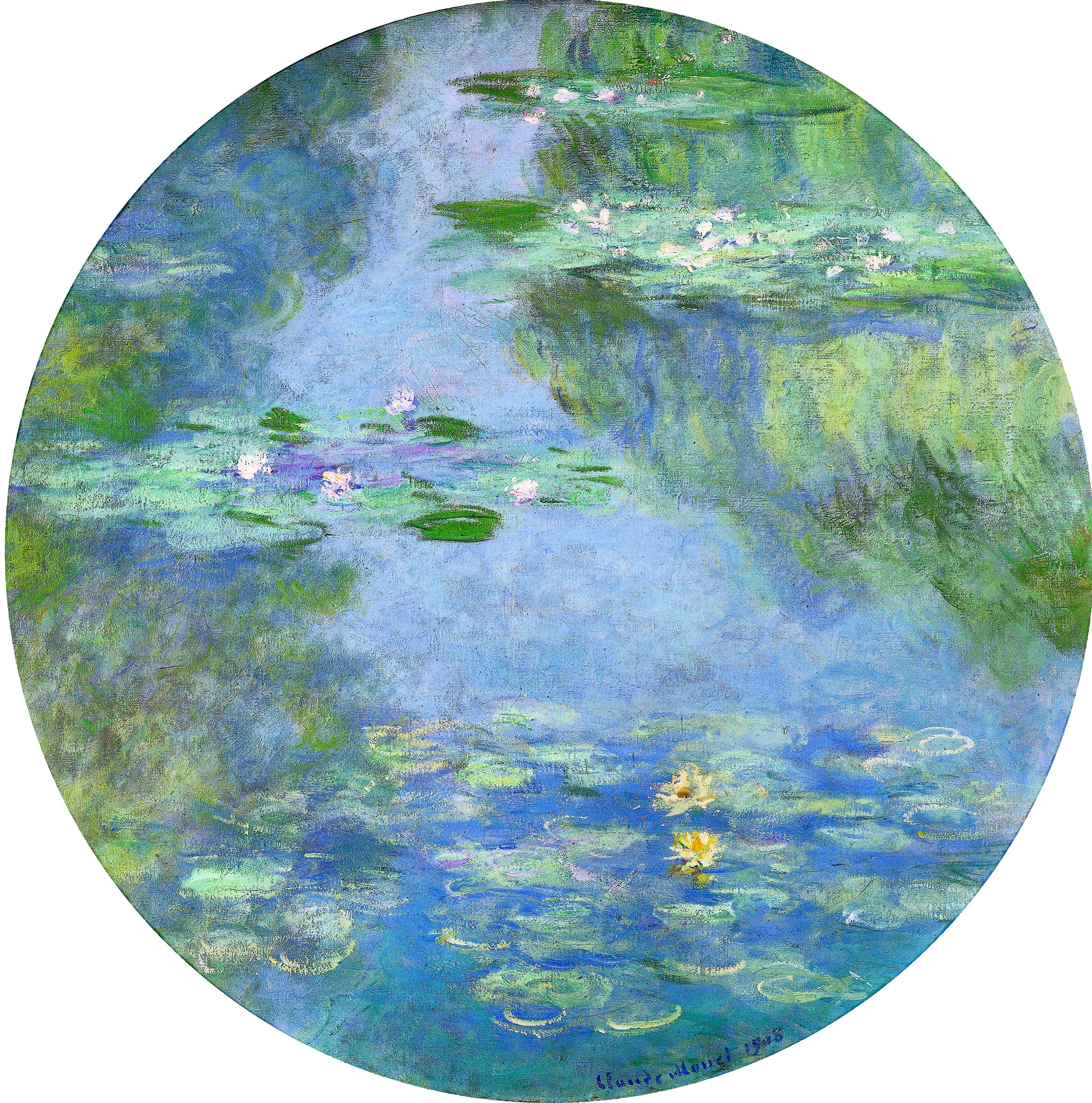
Claude Monet: Seerosen, 1908
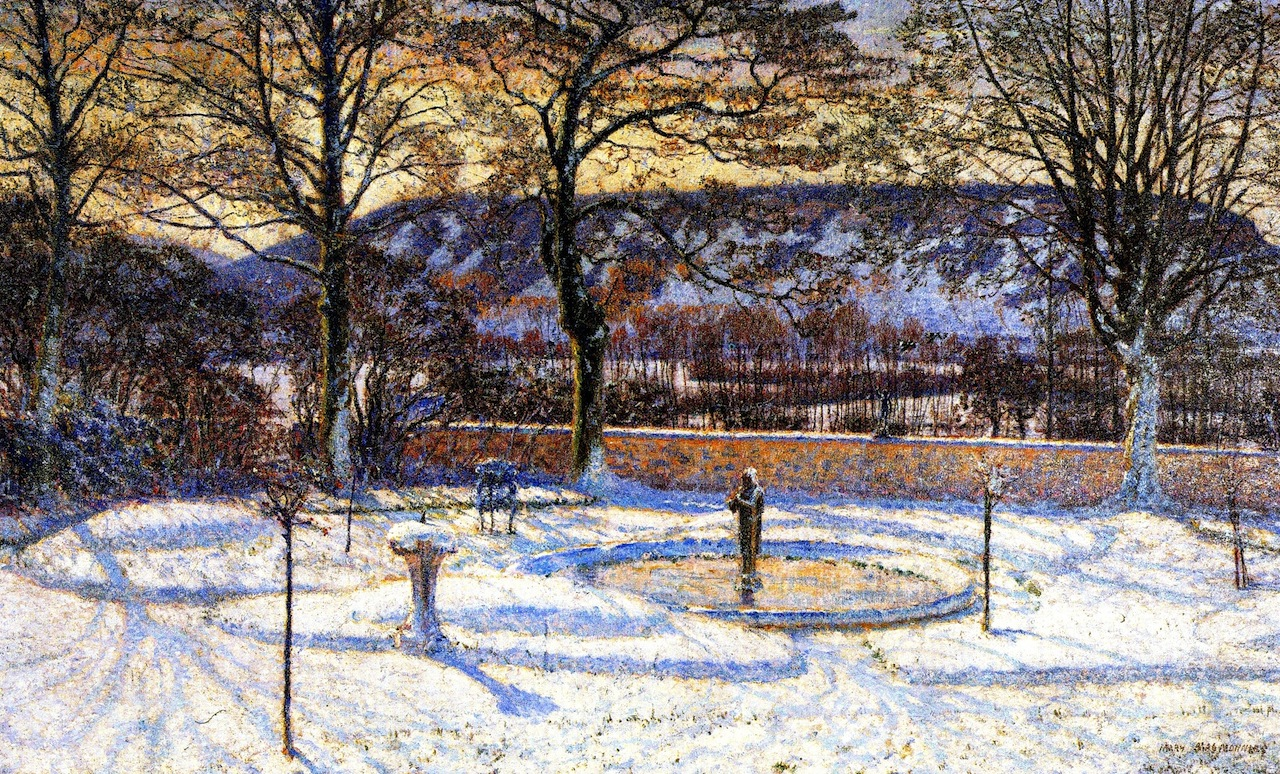
Mary Fairchild Low: Wintergarten in Giverny, um 1902
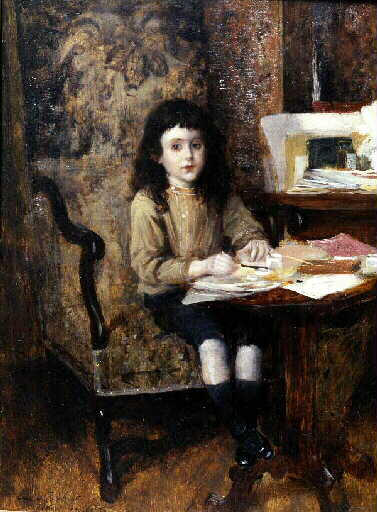
Norbert Gœneutte: Portrait de Jean Buhot, 1891
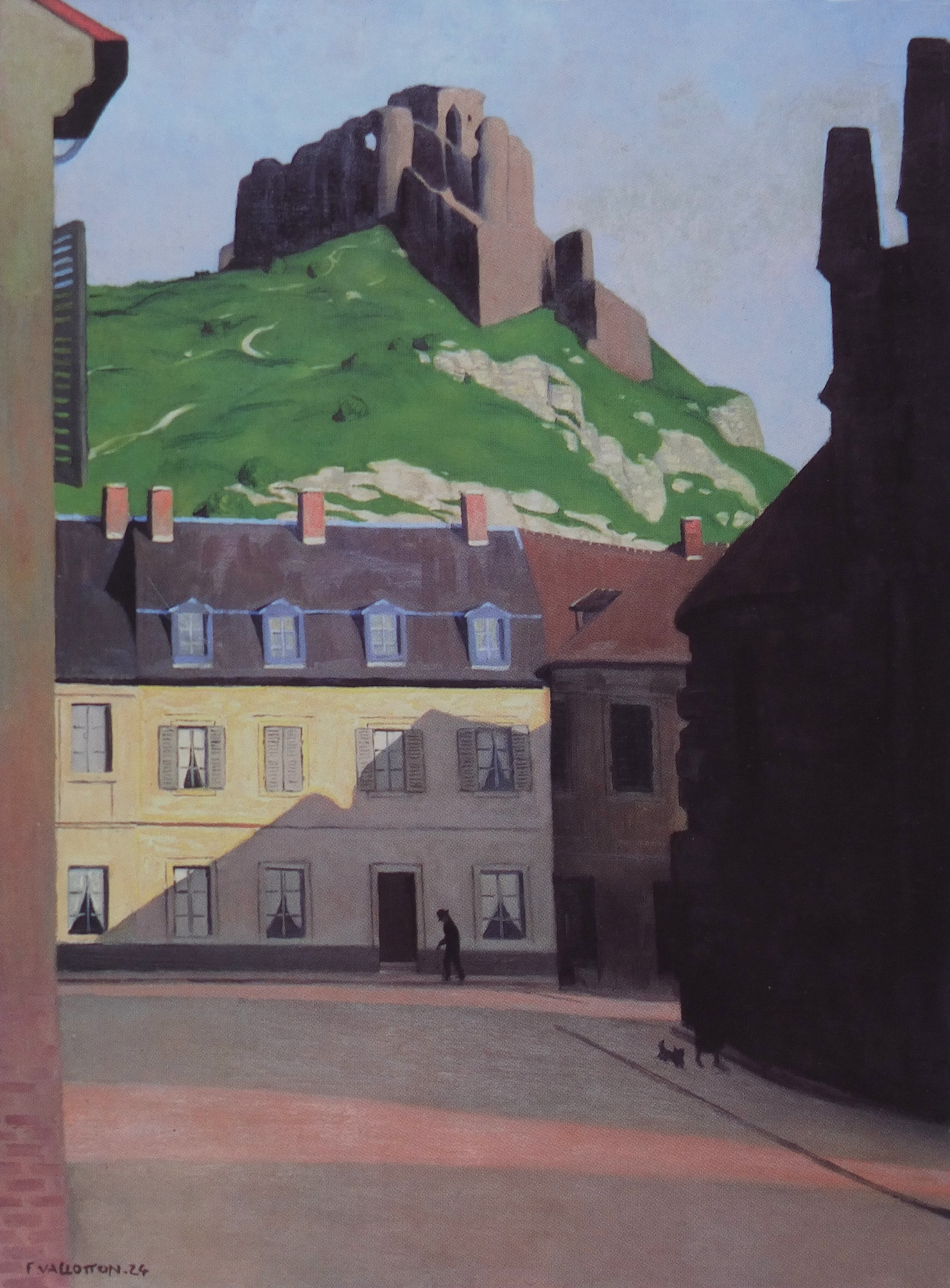
Félix Vallotton: Le Château-Gaillard et la place des Andelys, 1924

Im Museum gibt es zudem eine Gruppe von Gemälden der Künstler der Nabis. So finden sich in der Sammlung die Werke Enfants dans le bois de Silencio und Prise de voile von Maurice Denis, eine Femmes dans un parc von Édouard Vuillard und die Ansicht Le Château-Gaillard et la place des Andelys von Felix Vallotton. Von Pierre Bonnard, der von 1912 bis 1938 in Vernon gelebt habt, kommen die Werke Vue du balcon sur la Seine und Vallée de la Seine hinzu. Darüber hinaus gibt es von Steinlen so unterschiedliche Gemälde wie das Motiv aus dem Ersten Weltkrieg Les Permissionnaires oder die Tierdarstellung Lion en cage.

## Ausstellungen (Auswahl)
- 1984: Robert Noir: 1864-1931
- 1984: Pierre Maubert 1884 - 1957
- 1985: Victor Hugo et l’enfance
- 1991: Blanche Hoschedé-Monet 1865-1947; une artiste de Giverny
- 1994: Jacques Nam : 1881 - 1974 ; peintre, sculpteur, animalier et poète
- 1997: Théophile-Alexandre Steinlen et ses amis
- 2002: Un cheval, des artistes
- 2004: Août 1944, la Libération de Vernon
- 2007: Autour de Paul Denis (1852-1921), photographe et éditeur de cartes postales à Vernon
- 2010: La Seine au fil des peintres, de Boudin à Vallotton
- 2013: Vernon et les bords de Seine au temps des impressionnistes
- 2016: Portraits de femmes